# Mangoro
Mangoro – rzeka we wschodniej części Madagaskaru, w prowincji Toamasina, o długości 270 km. Swoje źródła ma na północny zachód od miasta Moramanga. Uchodzi do Oceanu Indyjskiego w pobliżu miasta Mahanoro.

Mapa dorzecza Mangoro